# أليخاندرو ميلو
أليخاندرو ميلو (بالإسبانية: Alejandro Melo)‏ (11 يناير 1996 ببوينس آيرس في الأرجنتين - ) هو لاعب كرة قدم أرجنتيني في مركز الوسط. لعب مع أتليتيكو توكومان.

## روابط خارجية
- أليخاندرو ميلو على موقع قاعدة بيانات كرة القدم.إي يو (الإنجليزية)
- أليخاندرو ميلو على موقع Soccerway.com (الإنجليزية)